# Carter ügynök
A Carter ügynök (eredeti cím Agent Carter) 2015 és 2016 között vetített amerikai akciósorozat, amelyet Christopher Markus és Stephen McFeely alkotott. A főbb szerepekben Hayley Atwell, James D'Arcy, Chad Michael Murray, Enver Gjokaj és Shea Whigham látható. A sorozat a Marvel-moziuniverzum része. Az Amerika Kapitány: Az első bosszúálló című filmből megismert Peggy Carter történetét viszi tovább.
Amerikában 2015. január 6-án mutatták be az ABC csatornán. Magyarországon a FOX mutatta be 2016. augusztus 24-én.

## Cselekmény

### Első évad
1946-ban Peggy Carter az STT-nél (SSR – Strategic Scientific Reserve), a Stratégiai-tudományos egységnél dolgozik. A háború alatt Amerika Kapitány mellett harcolt, de most, hogy az véget ért, inkább titkárnőnek nézik, mintsem profi ügynöknek. Élete megváltozik, amikor ellopják Howard Stark találmányait és azok hamarosan a megjelennek a feketepiacon. Howard menekülni kényszerül. Megkéri Peggy-t, hogy derítse ki, hogy ki lopta el a találmányait és tisztázza a nevét komornyikja, Edwin Jarvis segítségével. Peggy immár kettős ügynökként dolgozik. Megtalálja Howard találmányait és felfedezi, hogy egy nagyobb veszély közeledik: hamarosan megérkezik a Leviatán.

### Második évad
1947-ben Daniel Sousát, akit az STT Los Angeles-i irodájának megszervezésével bíztak meg egy különös gyilkossági ügyhöz hívják. A legnagyobb hőségben egy befagyott tóban találtak rá egy fiatal nő holttestére. Andrew Henry nyomozó szerint az "Asszony a tóban"-gyilkos csaphatott le újra. Daniel a nyomozás lefolytatásához egy tapasztalt ügynököt kér a New York-i iroda vezetőjétől. Jack Thompson Peggy-t küldi Los Angelesbe. A nyomok az Isodyne Energy-hez vezetnek, ahol kiderítik, hogy az áldozat, Jane Scott, Calvin Chadwick barátnője volt. Peggy és Daniel rájön, hogy Henry nyomozó félrevezette őket és hogy hatalmas veszélybe kerülhet a világ az Isodyne Energy legnagyobb felfedezése, a Nulladik elem miatt.

## Szereplők

### Főszereplők
| Színész                  | Szereplő      | Magyar hang            | Leírás | Évad |
| ------------------------ | ------------- | ---------------------- | --- | ---- |
| Hayley Atwell            | Peggy Carter  | Balsai Móni            | A Stratégiai-tudományos egység tisztje, aki a második világháború alatt együtt dolgozott Amerika Kapitánnyal, és beleszeretett, mielőtt látszólag feláldozta magát, hogy megállítsa a náci Hydra-hadosztályt. A háború befejezése után Carter ügynöki státusza ellenére titkárnőként dolgozik. Megkeresi Howard Stark, akivel szintén együtt dolgozott a háború alatt, hogy segítsen tisztára mosni a nevét, miután megvádolták, hogy fegyvereket adott el a Szovjetuniónak, Carter a felettesei háta mögött beleegyezik. Árulását végül Daniel Sousa ügynök fedezi fel, de elengedik, amikor segít megállítani az oroszokat. Ezután kiérdemli munkatársai tiszteletét, kezdeményezi Whitney Frost legyőzését, és kapcsolatot kezd Sousával | 1-2  |
| Gabriela Graves (gyerek) | Peggy Carter  | Farkas Bianka          | A Stratégiai-tudományos egység tisztje, aki a második világháború alatt együtt dolgozott Amerika Kapitánnyal, és beleszeretett, mielőtt látszólag feláldozta magát, hogy megállítsa a náci Hydra-hadosztályt. A háború befejezése után Carter ügynöki státusza ellenére titkárnőként dolgozik. Megkeresi Howard Stark, akivel szintén együtt dolgozott a háború alatt, hogy segítsen tisztára mosni a nevét, miután megvádolták, hogy fegyvereket adott el a Szovjetuniónak, Carter a felettesei háta mögött beleegyezik. Árulását végül Daniel Sousa ügynök fedezi fel, de elengedik, amikor segít megállítani az oroszokat. Ezután kiérdemli munkatársai tiszteletét, kezdeményezi Whitney Frost legyőzését, és kapcsolatot kezd Sousával | 2    |
| James DʼArcy             | Edwin Jarvis  | Rajkai Zoltán          | A háború alatt hazaárulással vádolták, miután meghamisította felettese aláírását, hogy megmentse a későbbi feleségét, Anát. Howard Stark mentette meg ettől, Jarvis Stark komornyikja lesz, és végül Carternek ajánlja fel, hogy támogassa őt abban a küldetésében, hogy tisztára mossa Stark nevét. Carterrel összebarátkozva Jarvis élvezni kezdte a vele való küldetéseket, és úgy döntött, hogy továbbra is segít neki a Starkhoz nem kapcsolódó küldetésekben, például a Whitney Frost elleni harcban. Ebbe Ana is bekapcsolódott, egészen addig, amíg Frost súlyosan meg nem sebesítette. Bosszúból Jarvis sikertelenül megpróbálta meggyilkolni Frostot.                                                                             | 1-2  |
| Chad Michael Murray      | Jack Thompson | Horváth-Töreki Gergely | Háborús veterán és az STT ügynöke, aki véletlenül megölt megadó ellenséges katonákat, de eltitkolta a hibát, és ehelyett hősként dicsőítették. Elismeri Carter munkáját a Leviatán legyőzésében, és előléptetik a New York-i STT-iroda vezetőjévé. Thompsont egy titokzatos személy lövi le, aki el akarja venni az "M. Carterről" szóló, szerkesztett ügyiratát. | 1-2  |
| Enver Gjokaj             | Daniel Sousa  | Pál Tamás              | Háborús veterán és az STT ügynöke, aki előítéleteket tapasztal nyomorék lába miatt, amely miatt mankóval jár. Sousa saját nyomozása során rájön, hogy Carter áruló. A Carterrel való kapcsolata bonyolulttá válik, Sousa elfogadja a Los Angeles-i STT-iroda vezetői posztját, hogy egy kis távolságot tartson tőle, és végül új kapcsolatot kezd Violet-tel. Violet azonban elhagyja Sousát, amikor rájön, hogy a férfi még mindig érez valamit Carter iránt; Sousa végül kapcsolatot kezd Carterrel, miután együtt legyőzik Whitney Frostot. | 1-2  |
| Shea Whigham             | Roger Dooley  | Czvetkó Sándor         | A New York-i STT iroda vezetője. Miután beszélget az orosz pszichiáterrel, Johann Fennhoffal a házassági problémáiról, Dooley hipnotizálja, hogy segítsen az oroszoknak, mielőtt egy Stark által tervezett robbanómellénybe kerülne. Dooleynak sikerül kiugrania egy közeli ablakon, mielőtt a mellény felrobban és megöli őt, megmentve ezzel az STT ügynökeit. | 1    |

### Mellékszereplők
| Színész         | Szereplő                    | Magyar hang          | Leírás | Évad |
| --------------- | --------------------------- | -------------------- | --- | ---- |
| Dominic Cooper  | Howard Stark                | Simon Kornél         | Fegyverfejlesztő, akit megvádolnak azzal, hogy fegyvereket ad el Amerika ellenségeinek. Az egyik fegyver, amit a háború alatt fejlesztett ki, az Éjféli olaj volt, amit arra terveztek, hogy a katonáknak extra állóképességet adjon a háború alatt, de ehelyett pszichózist okozott, és egymás megöléséhez vezetett. Az amerikai hadsereg ellopta az Éjféli Olajat, és az oroszok ellen használta, Fennhoff pedig Starkot hibáztatja az ezt követő mészárlásért. Fennhoff hipnotizálja Starkot, hogy bombázza le New Yorkot, de Carternek sikerül meggyőznie Starkot, hogy hagyja abba. A férfi továbbáll, hogy saját filmstúdiót alapítson Los Angelesben. | 1-2  |
| Lyndsy Fonseca  | Angie Martinelli            | Sipos Eszter Anna    | Pincérnő és feltörekvő színésznő, aki összebarátkozik Carterrel. | 1    |
| Kyle Bornheimer | Ray Krzeminski              | Barabás Kiss Zoltán  | Nőgyűlölő STT-ügynök, aki összeütközésbe kerül Carterrel, amíg Dottie Underwood meg nem öli. | 1    |
| Lesley Boone    | Rose Roberts                | Sági Tímea           | Telefonközpontos, aki az SSR-nek dolgozik New Yorkban, majd Los Angelesben. | 1-2  |
| Meagen Fay      | Miriam Fry                  | Román Judit          | A Griffith Hotel szigorú tulajdonosa. | 1    |
| Bridget Regan   | Dottie Underwood            | Csondor Kata         | Orosz ügynök, aki egy iowai kisvárosi lánynak álcázza magát, és Carter szomszédjába költözik. A lány felfedi valódi hovatartozását, amikor megpróbálja elfogni Cartert, majd később megszökik, miután vereséget szenvedett az utóbbival vívott harcban. Dottie újra felbukkan, amikor megpróbál kirabolni egy bankszámlát, de Carter és az STT megállítja. Az FBI őrizetbe veszi, amíg Carter ki nem szabadítja, hogy segítsen neki legyőzni Whitney Frostot. | 1-2  |
| Ralph Brown     | Johann Fennhoff             | Forgács Gábor        | Orosz hipnotizőr, aki a Leviatánnak dolgozik, és akinek a bátyja meghalt Stark vegyi fegyverének, az Éjféli olajnak a hatására. Fennhoff beszivárog az STT-be a megmentett pszichiáter, Dr. Ivcsenko álcája alatt, és ellopja magának az Éjféli Olajat. Ezután hipnózis segítségével megpróbálja rávenni Starkot, hogy terjessze az Éjféli Olajat New Yorkban, de Carter és az SSR legyőzi. Letartóztatják, betömik a száját, és Arnim Zolával együtt bebörtönzik. | 1    |
| Wynn Everett    | Agnes Cully / Whitney Frost | Létay Dóra           | Színésznő, aki a kor szexizmusa miatt kénytelen volt férje, Calvin Chadwick szenátorjelölt mögé bújni. Véletlenül elnyeli a Zéró Anyagot, amitől a homlokán egy Zéró Anyag heg marad, és az a képessége, hogy minden élőlényt elnyel, amihez hozzáér. Miután megtisztul a Zéró Anyagtól, Frost megőrül, és elmegyógyintézetbe kerül. | 2    |
| Reggie Austin   | Jason Wilkes                | Csík Csaba Krisztián | Tudós a az Isodyne-nak, az egyetlen cégnek, amely hajlandó felvenni őt, mint feketét, aki tájékoztatja Cartert a cég Zéró Anyag felfedezéséről. Az anyaggal való érintkezést követően láthatatlanná és megfoghatatlanná válik, és annak hatása alatt drasztikus lépéseket próbál tenni a hatalom megszerzése érdekében. Bűnbánatot tanúsít tettei miatt, miután a Zéró Anyag végül kiürül a testéből, és visszanyeri a kézzelfoghatóságát. | 2    |
| Currie Graham   | Calvin Chadwick             | Kárpáti Levente      | Frost férje, az Isodyne Energy tulajdonosa és a Kilencek Tanácsának titkos tagja. A Tanács szenátorjelöltje, amíg félelemből meg nem próbálja átadni az energiát Frostnak a Tanács számára; Frost megtorlásul elnyeli őt. | 2    |
| Lotte Verbeek   | Ana Jarvis                  | Major Melinda        | Edwin Jarvis szabad szellemű és furcsa felesége, aki hamar összebarátkozik Carterrel. Whitney Frost megsebesíti, aminek következtében olyan belső szövődmények lépnek fel nála, amelyek miatt nem lehet gyermeke. | 2    |
| Kurtwood Smith  | Vernon Masters              | Szersén Gyula        | A hadügyminisztérium veteránja és a Kilencek Tanácsának beosztottja, Thompson mentora és főnöke volt a hadügyminisztériumban, és manipulálja Thompsont, hogy a Tanács utasításait teljesítse. | 2    |
| Neal McDonough  | Dum Dum Dugan               | Kardos Róbert        | A Howling kommandó vezetője. | 1    |
| Toby Jones      | Arnim Zola                  | Háda János           | Hydra tudós és az STT foglya Fennhoffal együtt | 1    |

### Vendégszereplők
| Színész                       | Szereplő                        | Magyar hang       | Leírás | Évad |
| ----------------------------- | ------------------------------- | ----------------- | --- | ---- |
| James Frain                   | Leet Brannis                    | Mikula Sándor     | Volt Leviatán ügynök, aki ellopja Stark találmányait. | 1    |
| Rob Mars                      | Jerome Zandow                   | Élő Balázs        | Egykori Coney Island-i erős ember, aki most bűnözőként dolgozik.                                                                                         | 1    |
| Ralph Garman                  | Rádióbemondó                    | Élő Balázs        | Rádióbemondó | 1    |
| Chris Browning                | Rufus Hunt                      | Élő Balázs        | A Kilencek Tanácsának bérgyilkosa. | 2    |
| James Landry Hébert           | Sasha Demidov                   | Nem szólal meg    | Leviatán ügynök. | 1    |
| Ashley Hinshaw                | Colleen O'Brien                 | Nemes Takách Kata | Carter szobatársa, akit Demidov meggyilkolt. | 1    |
| James Urbaniak                | Miles Van Ert                   | Holl Nándor       | Roxxon olaj tudósa. | 1    |
| Ray Wise                      | Hugh Jones                      | Barbinek Péter    | A Roxxon Oil elnöke, aki a Kilencek Tanácsának tagja. | 1-2  |
| Leonard Roberts               | Boldog Sam Sawyer               | Maday Gábor       | Howling kommandósok | 1    |
| Richard Short                 | Pinky Pinkerton                 | Jakab Márk        | Howling kommandósok | 1    |
| John Glover                   | Újságíró                        | Orosz István      | Dooley újságíró barátja | 1    |
| Chris Evans (archív felvétel) | Steve Rogers / Amerika Kapitány | Zámbori Soma      | Törékeny fiatalember, akit egy kísérleti szérummal az emberi képességek csúcsára fejlesztettek, hogy segítse az Egyesült Államok háborús erőfeszítéseit. | 1    |
| Sarah Bolger                  | Violet                          | Gáspár Kata       | Sousa új barátnője Los Angelesben. A lány elhagyja őt, miután megtudja, hogy Carter iránt még mindig érzelmei vannak.                                    | 2    |
| Sean O'Bryan                  | Andrew Henry                    | Hajdu Steve       | A Los Angeles-i Rendőrség gyilkossági nyomozója ki van téve a Zero Matte-nak                                                                             | 2    |
| Carole Ruggier                | Amanda Carter                   | Orosz Anna        | Peggy és Michael édesanyja. | 2    |
| Max Brown                     | Michael Carter                  | Szabó Máté        | Peggy bátyja, aki elesik a második világháborúban. Ez meggyőzi őt arról, hogy csatlakozzon a Különleges Műveleti Vezetőséghez.                           | 2    |
| Samaire Armstrong             | Wilma Cully                     | Mezei Kitty       | Agnes édesanyja. | 2    |

### Magyar változat
- Felolvasó: Bozai József
- Magyar szöveg: Boros Karina
- Hangmérnök: Csomár Zoltán
- Vágó: Sári-Szemerédi Gabriella
- Gyártásvezető: Gelencsér Adrienne
- Szinkronrendező: Lengyel László

A szinkront a Mafilm Audio Kft. készítette.

## Évados áttekintés
| Évad | Évad | Epizódok | Eredeti premier  | Eredeti premier   | Magyar premier      | Magyar premier     |
| Évad | Évad | Epizódok | Évadpremier      | Évadfinálé        | Évadpremier         | Évadfinálé         |
| ---- | ---- | -------- | ---------------- | ----------------- | ------------------- | ------------------ |
|      | 1    | 8        | 2015. január 6.  | 2015. február 24. | 2016. augusztus 24. | 2016. október 12.  |
|      | 2    | 10       | 2016. január 19. | 2016. március 1.  | 2016. október 19.   | 2016. december 21. |

## Epizódok

### Első évad (2015)
| Sor. | Év. | Cím                                         | Rendező             | Író                                 | Premier                                | Nézettség   |
| --- | --- | ------------------------------------------- | ------------------- | ----------------------------------- | -------------------------------------- | ----------- |
| 1. | 1.  | Ez a kezdet, nem a vég (Now is Not the End) | Louis D'Esposito    | Christopher Markus, Stephen McFeely | 2015. január 6. 2016. augusztus 24.    | 6.91 millió |
| 1946-ban Peggy Carter, Steve Rogers nyilvánvaló halálát gyászolva, a második világháború végét követően visszatér a New York-i Stratégiai Tudományos Tartalék (STT) szolgálatába. Az STT nyomozást folytat Howard Stark iparmágnás ellen, aki a jelek szerint fegyvereket ad el az Egyesült Államok ellenségeinek. Stark titokban kapcsolatba lép Carterrel, és megkéri, hogy segítsen neki tisztára mosni a nevét. Mielőtt elhagyja az országot, elmondja neki a molekuláris nitramén képletét, amelyet egy klubban akarnak eladni. Carter álruhában beépülve a klubba megtudja, hogy a képletet fegyverré alakították. Egy ilyen nitraménbombát mutat a Stark Industries tudósának, Anton Vankónak, aki arra következtet, hogy az a Roxxon Oil finomítójából származik. Carter Stark komornyikjával, Edwin Jarvis-szal együtt nyomoz a finomítóban, és találkozik Leet Brannis-szal, aki nyilvánvalóan egy Leviatán nevű szervezetnek dolgozik, és egy nitramen fegyverekkel teli teherautóval menekül. Távozása előtt Brannis ledob egy nitraménbombát, és miközben Carter és Jarvis elmenekül, az egész épületet elpusztítja.                                                    |     |                                             |                     |                                     |                                        |             |
| 2. | 2.  | Híd és alagút (Bridge and Tunnel)           | Joseph V. Russo     | Eric Pearson                        | 2015. január 6. 2016. augusztus 31.    | 6.91 millió |
| Carter ismét beépül, hogy megkeresse a fegyvereket tartalmazó teherautót, és megtalálja a teherautó hivatalos sofőrjének címét. Az STT ügynökei kihallgatják Miles Van Ertet, a Roxxon tudósát, aki a fegyvereket készítette, és megtudják a címet is. Carter és Jarvis érkezik meg először a házhoz, és megtalálják Brannist, akit arra kényszerítenek, hogy velük tartson. Hármójukat megtámadja Sasha Demidov, aki a Leviatánnak dolgozik, egy olyan szervezetnek, amelyet, úgy tűnik, Brannis elárult. Carter megküzd Demidovval, de még így is sikerül halálosan megsebesítenie Brannist. Jarvis Carterrel és Brannisszal együtt biztonságba kiugrik, és arra kényszeríti a teherautót, hogy Demidovval együtt lezuhanjon egy szikláról, és a benne lévő fegyverek felrobbanjanak. Mielőtt meghal, Brannis egy szimbólumot rajzol a földbe. Az STT ügynökei, Roger Dooley, Jack Thompson és Daniel Sousa később megérkeznek, és megtalálják Brannis holttestét, egy nő lábnyomát és egy szállodakulcsot (ami Demidové). Eközben Ray Krzemenski ügynök a Roxxon-finomító maradványai között kutatva megtalálja Stark autójának rendszámát, amellyel Jarvis és Carter elmenekült. |     |                                             |                     |                                     |                                        |             |
| 3. | 3.  | Az idő fogságában (Time and Tide)           | Scott Winant        | Andi Bushell                        | 2015. január 13. 2016. szeptember 7.   | 5.10 millió |
| Dooley és Krzeminski átvizsgálják Demidov szállodai szobáját, és felfedeznek egy írógépet. Thompson és Sousa beviszi Jarvist kihallgatásra, és az előbbi azzal fenyegeti meg, hogy egy régi hazaárulási vádat fed fel a bevándorlási hivatalnak. Carter tudatlanságot színlelve elrontja a kihallgatást, hogy Jarvist kihozza, és Dooley szigorú megrovásban részesíti. Carter és Jarvis ezután követik a Stark páncélterme alatti csatornarendszert, amelyen keresztül Brannis elvitte az ellopott technológiát, a dokkokig, ahol a Szívtipró (egy Brannis szimbólumával ellátott hajó) fedélzetén megtalálják a fegyvereket. Jarvis névtelenül megadja az STT-nek a helyzetüket, míg Carter leküzd egy őrt, aki Brannisnek dolgozott. Carter és Jarvis kénytelenek hátrahagyni őt, amikor az STT megérkezik. Miközben Krzeminski visszaszállítja őket az STT főhadiszállására, az őr éppen azonosítani készül Cartert, mint a Stark nyomozását akadályozó nőt, amikor egy ismeretlen merénylő mindkettőjüket megöli. |     |                                             |                     |                                     |                                        |             |
| 4. | 4.  | A villámháború-gomb (The Blitzkrieg Button) | Stephen Cragg       | Brant Englestein                    | 2015. január 27. 2016. szeptember 14.  | 4.63 millió |
| Miután megtudja, hogy Brannis és Demidov állítólag meghaltak a finowi csatában, Dooley Németországba utazik, hogy beszéljen a náci ezredessel, aki a szembenálló erőket vezette, és bár nem tudja meg, hogyan élte túl Brannis és Demidov, Dooley megtudja, hogy a szovjet erőket látszólag lemészárolták, mielőtt a nácik megérkeztek volna. Mivel Carter egyetlen feladata az ebédrendelés begyűjtése, találkozik Starkkal, aki titokban visszatért a technológiája felfedezése nyomán. Carter a fegyverekről készült fényképeket nézegetve az egyiket a Blitzkrieg gombként azonosítja, amely állítása szerint képes állandó áramszünetet okozni az egész városban. A gyanakvó Carter azonban kinyitja az eszközt, és egy fiola Rogers vérét találja benne. Dühös Starkra, amiért hazudott neki, és elrejti az üvegcsét. A bűnöző, aki becsempészte Starkot New Yorkba, de akit Carter és Jarvis kicsalt a pénzéből, követi Cartert a lakásáig, de az új szomszédja, Dottie Underwood megöli. |     |                                             |                     |                                     |                                        |             |
| 5. | 5.  | Vasplafon (The Iron Ceiling)                | Peter Leto          | Jose Molina                         | 2015. február 3. 2016. szeptember 21.  | 4.20 millió |
| Carter dekódol egy kódolt üzenetet, amelyet Demidov írógépén keresztül kapott a Leviatántól az STT számára, és megtudja, hogy Stark fegyvereket fog eladni a Leviatánnak egy szovjet katonai komplexumban. Thompsont küldik, hogy állítsa le az eladást és tartóztassa le Starkot, és kénytelen Cartert magával vinni, amikor az a háborús bajtársai, az Howling kommandósok segítségét kéri. Felfedezik, hogy a komplexumban fiatal lányokat képeznek ki, hogy alvó ügynökként beszivárogjanak az USA-ba, és rájönnek, hogy csapdába sétáltak, amikor az egyik lány megöli az ifjabb Juniper kommandóst. A szovjet katonák megtámadják a csapatot, Thompson pedig megfagy a tűz alatt, de Carter gondoskodik arról, hogy a bebörtönzött pszichiáterrel, Dr. Ivcsenkóval együtt elmeneküljenek. Eközben Underwood, aki valójában az említett komplexumban kiképzett alvó ügynök, Carter lakásának átkutatása során felfedezi az STT őrizetében lévő Stark fegyverekről készült fényképeket, míg Sousa rájön, hogy Carter az a nő, aki akadályozta az STT nyomozását. |     |                                             |                     |                                     |                                        |             |
| 6. | 6.  | A bűn bugyrai (A Sin to Err)                | Stephen Williams    | Lindsey Allen                       | 2015. február 10. 2016. szeptember 28. | 4.25 millió |
| Carter és Jarvis utánajárnak azoknak a nőknek, akikkel Stark az elmúlt hat hónapban kapcsolatba került, mivel úgy gondolják, hogy egy női Leviatán-ügynököt használhattak Stark ellen és Krzeminski megölésére, de a kutatásuk sikertelen marad. Sousa elárulja Dooleynak, hogy Carter nyilvánvalóan áruló, és minden ügynöknek az a feladata, hogy felkutassa őt. Végül sarokba szorítják őt és Jarvist, de Carter visszaveri őket. A felfordulás közben Dr. Ivchenko, aki valójában a Leviatánnak dolgozik, hipnotizálja Yauch ügynököt, aki elárulja, hogy csak Dooley férhet hozzá Stark fegyvereihez. Yauch megmutatja Ivchenkónak, hogyan juthat ki az STT-ből, mielőtt Ivchenko öngyilkosságra kényszeríti. Carter visszaszerzi Rogers vérét a lakásából. Amikor megpróbál elmenekülni az épületből, Dottie Underwood kiüti, de csak azután, hogy rájön, hogy Underwood a Leviatán ügynök. Underwood éppen meg akarja ölni Cartert, amikor Thompson és Sousa megérkezik. A nő tudatlanságot színlel, és az ügynökök letartóztatják Cartert. |     |                                             |                     |                                     |                                        |             |
| 7. | 7.  | A Leviatán érkezése (Snafu)                 | Vincent Misiano     | Chris Dingess                       | 2015. február 17. 2016. október 5.     | 4.15 millió |
| Miközben Carter ellenáll a kihallgatásnak az STT-ben, Jarvis megjelenik egy hamis, aláírt vallomással Starktól, aki megadást ígér, ha Cartert szabadon engedik. Carter látja, hogy Ivcsenko Morse-kóddal kommunikál Underwooddal, és elárulja az igazságot a saját nyomozásáról a kollégáinak, hogy elnyerje a bizalmukat. Ivchenko hipnotizálja Dooleyt, és ráveszi, hogy lopja el Stark egyik fegyverét az STT laboratóriumaiból: egy gázpalackot, amelyet Underwood és Ivchenko egy zsúfolt moziban aktivál, mielőtt távoznak, és bezárják maguk mögött az ajtót. Az ügynökök megtalálják Dooleyt, aki egy Stark-kísérleti mellényt visel, amelyet Ivcsenko adott neki, és amely Jarvis elmagyarázza, hogy fel fog robbanni, és nem lehet hatástalanítani. Dooley pillanatokkal azelőtt ugrik ki az ablakon, hogy a szerkezet felrobbanna, ami megöli őt, de megmenti a többieket. A moziban lévő gáz hatására a nézőtéren sokan mániákussá válnak, és erőszakosan egymásra támadnak, és amikor nem sokkal később megérkezik egy jegyszedő, az egész közönség halott. |     |                                             |                     |                                     |                                        |             |
| 8. | 8.  | A leszámolás (Valediction)                  | Christopher Misiano | Michele Fazekas, Tara Butters       | 2015. február 24. 2016. október 12.    | 4.02 millió |
| Az STT felfedezi a gázpalackot a moziban, és rájön, hogy Ivcsenko valószínűleg egész New Yorkot maga ellen akarja fordítani. Stark visszatér, és elmagyarázza, hogy ő fejlesztette ki az Éjféli olaj nevű gázt, hogy az amerikai katonáknak extra állóképességet adjon a háború alatt, de pszichózist okozott, és egymás megöléséhez vezetett. A második világháború alatt az amerikai hadsereg ellopta az Éjféli olajat, és Finowban a szovjetek ellen használta. Stark úgy véli, hogy Ivcsenko - valódi nevén Johann Fennhoff - Starkot okolja az ezt követő mészárlásért, és hagyja, hogy az STT csalinak használja őt, hogy előcsalogassa a Leviatánt. Ez a terv balul sül el, amikor Underwood eltereli az ügynökök figyelmét, miközben Fennhoff elrabolja Starkot, és hipnózis segítségével meggyőzi, hogy dobja le a gázt a Times Square-re. Stark titkos repülőgéphangárjában Sousa elfogja Fennhoffot, míg Carter legyőzi Underwoodot (aki megszökik) és meggyőzi Starkot, hogy ne dobja le a gázt a városra. Carter később eldobja Rogers vérét az East Riverben, és végre továbblép az életével, míg Fennhoffot az ármánykodó Arnim Zolával együtt bebörtönzik.           |     |                                             |                     |                                     |                                        |             |

### Második évad (2016)
| Sor. | Év. | Cím                                            | Rendező            | Író                                                              | Premier                              | Nézettség   |
| --- | --- | ---------------------------------------------- | ------------------ | ---------------------------------------------------------------- | ------------------------------------ | ----------- |
| 9. | 1.  | A tó hölgye (The Lady in the Lake)             | Lawrence Trilling  | Brant Englestein                                                 | 2016. január 19. 2016. október 19.   | 3.18 millió |
| 1947-ben New Yorkban Jack Thompson főnök és Peggy Carter ügynök, a Stratégiai Tudományos Tartalék (STT) munkatársa elfogja Dottie Underwood szovjet kémet. A Los Angeles-i STT-iroda újonnan kinevezett főnöke, Daniel Sousa találkozik Andrew Henry nyomozóval, aki a hőhullám idején egy női holttestet talált egy befagyott tóban. Sousa, kételkedve tapasztalatlan ügynökeiben, erősítést kér Thompsontól; ő Cartert küldi. A boncolás során kiderül, hogy a holttest világít a sötétben, amit valószínűleg az Isodyne Energy részecskegyorsítója okoz. Carter az Isodyne tudósától, Jason Wilkes-től megtudja, hogy a nőnek, Jane Scott fizikusnak viszonya volt az Isodyne tulajdonosával és leendő szenátorával, Calvin Chadwickkel. Underwoodot az FBI őrizetbe veszi, Thompson mentora, Vernon Masters pedig figyelmezteti őt az STT-nél nagyobb erőkre, amelyek hatással lehetnek a jövőjére. Henry megpróbálja megölni Wilkes-t, de egy rendőr megöli őt; Henry és a rendőr felbérelték, hogy Chadwick és színésznő felesége, Whitney Frost eltussolják a gyilkosságot az előbbi viszonyát követően.                                                  |     |                                                |                    |                                                                  |                                      |             |
| 10. | 2.  | Pillantás a sötétbe (A View in the Dark)       | Lawrence Trilling  | Eric Pearson, Lindsey Allen                                      | 2016. január 19. 2016. október 26.   | 3.18 millió |
| Chadwick találkozik a titokzatos Kilencek Tanácsával, akik leállították a Zéró Anyag programot, mivel az látszólag nem hozott eredményeket, és azt akarják, hogy szenátori ambícióira koncentráljon. Chadwick tájékoztatja Frostot, aki a program igazi agya, miközben a hollywoodi szexizmus miatt színészi tevékenységével küzd. Wilkes találkozik Carterrel, hogy segítsen neki a nyomozásban, bár habozik az Isodyne ellen fordulni - az egyetlen cég, amely hajlandó felvenni őt, mint feketét. Wilkes elmagyarázza, hogy az Isodyne megpróbálta megismételni a Manhattan terv sikerét, és ennek során felfedezte a Zéró Anyagot. Scottnak fizikai kapcsolatba kellett kerülnie vele, bár a hatása nem korlátozódik a fagyasztásra. Carter és Wilkes beleegyeznek, hogy ellopják a Zéró Anyagot, de az Isodyne-nál a Tanács ügynökeit találják, akik megsemmisítik a programot. Wilkes eljut a Zéró Anyaghoz, ahol szembekerül Frosttal, aki maga is azért van ott, hogy ellopja. Az ezt követő dulakodásban megfertőződnek az anyaggal, Wilkes feltehetően halott, Frost pedig felszívta a Zéró Anyagot.                                                   |     |                                                |                    |                                                                  |                                      |             |
| 11. | 3.  | Őrangyal (Better Angels)                       | David Platt        | Jose Molina                                                      | 2016. január 26. 2016. november 2.   | 2.90 millió |
| Frost megbízásából Chadwick Wilkes-t kommunista kémnek állítja be, aki beszivárgott az Isodyne-ba, és elpusztította a létesítményt. Thompson Masters meghívására Los Angelesbe érkezik, hogy "tisztázza" a helyzetet, Cartert pedig visszaküldi New Yorkba, amikor Howard Stark segítségét kéri, hogy nyomozzon az Aréna Klub után - amelynek tagsági kitűzőjét a Tanács ügynökei hordták -, de nem tudja bizonyítani, hogy a Tanács megzsarolta Chadwick szenátori vetélytársát, hogy lépjen vissza a versenyből. Carter "lekési" a járatát, és miután sikertelenül szembeszállt Frosttal, megtámadja a Tanács bérgyilkosa, Rufus Hunt, akit alig tud hárítani. A Carter körül kialakult gravitációs anomáliát vizsgálva Stark felfedezi, hogy Wilkes él, de átmenetileg láthatatlan és testetlen, és felkeresi mentorát, hogy segítsen neki Wilkes testének helyreállításában. Frost elnyeli a filmrendezőjét az újonnan felfedezett Zéró Anyag képességekkel, Masters pedig bemutatja Thompsont Chadwicknek, hogy megünnepelje az utóbbi immár garantáltan szenátori székét, és meggyőzi Thompsont, hogy Carternek igaza volt.                                |     |                                                |                    |                                                                  |                                      |             |
| 12. | 4.  | Füst és tükör (Smoke & Mirrors)                | David Platt        | Sue Chung                                                        | 2016. február 2. 2016. november 9.   | 2.77 millió |
| Az 1920-as években az oklahomai Broxtonban élő Agnes Cully (Frost) zseniális elmével rendelkezik, megjavít egy elromlott rádiót, eszközöket talál fel, és jelentkezik az Oklahomai Egyetem tudományos programjára (neme miatt sikertelenül). 1934-ben Cully Hollywoodba utazik, ahol felkeresi egy tehetségkutató ügynök, aki azt ígéri, hogy sztárt csinál belőle. 1940-ben Angliában Carter, aki jegyben jár, a Bletchley Parkban kódfejtőként végzett munkája miatt ajánlatot kap a Speciális Műveleti Osztályhoz való csatlakozásra; végül elfogadja az ajánlatot, és elhagyja vőlegényét, miután bátyja a háborúban meghal. 1947-ben Carter és Jarvis elrabolják Huntot, hogy többet tudjanak meg a Tanácsról. Miután megszerezték a Tanács tagjainak neveit és az üléseikről készült jegyzőkönyvek helyét, Carter és Sousa előkészítik az STT-t, hogy beszivárogjanak az Arena Clubba, de Masters megállítja őket. Elengedik a lehallgatott Huntot, aki a védelemért cserébe megpróbálja megzsarolni Chadwicket. Elégedetlenkedve az általa okozott zűrzavarral, Frost elnyeli Huntot, felfedve ezzel Chadwick előtt a képességeit.                        |     |                                                |                    |                                                                  |                                      |             |
| 13. | 5.  | Az atombomba (The Atomic Job)                  | Craig Zisk         | Lindsey Allen                                                    | 2016. február 9. 2016. november 16.  | 2.66 millió |
| Wilkes kötődik a Scott testéből vett mintában lévő Zéró Anyaghoz. Miután elnyelte ezt a kis mennyiséget, Wilkes ideiglenesen visszanyeri fizikai testét, és felfedezi Scott testének helyét. Carter és Jarvis megpróbálják ellopni Scott testét, abban a reményben, hogy a benne lévő Zéró Anyag maradék része véglegesen helyreállítja Wilkes-t, de megérkezve látják, hogy Frost magához veszi a Zéró Anyagot, majd meggyőzi Chadwicket, hogy segítsen neki ellopni egy atombombát a Tanácstól, hogy megismételhesse a Zéró Anyag eredeti felfedezését. Segítséget kérnek Frost volt barátjától, Joseph Manfredi bűnözőtől, aki Chadwick médiabefolyásáért cserébe embereket ad nekik a munkához. Carter, Jarvis, Sousa és néhány STT-szövetséges betör a bombákat tároló Roxxon létesítménybe, és hatástalanítja őket, mielőtt Frost elérhetné őket. Carter szembeszáll Frosttal, de az elmenekül, amikor Cartert felnyársalja egy betonvas. Sousa véletlenül felfedi új menyasszonyának, hogy szereti Cartert, és miközben Wilkes vigasztalja Cartert, az alakja kezd elhalványulni.                                                                         |     |                                                |                    |                                                                  |                                      |             |
| 14. | 6.  | A parti lelke (Life of the Party)              | Craig Zisk         | Eric Pearson                                                     | 2016. február 16. 2016. november 23. | 2.39 millió |
| Wilkes kétségbeesetten próbálja stabilizálni magát, mielőtt teljesen ektűnne, ezért egy elszigetelő kamrát tervez magának, de ehhez több Zéró Anyagra van szüksége. Carter rájön, hogy Frost most már az egyetlen forrása a Zéró Anyagnak, de még mindig túlságosan sérült ahhoz, hogy ő maga is hozzájusson. Ehelyett kiszabadítja Underwoodot a börtönből, és elküldi őt Chadwick egyik kampányrendezvényére Jarvis-szal. Az esemény egyben egy tanácsi ülés fedőszervezete is, mivel Chadwick meggyőzte őket, hogy találkozzanak Frosttal (általában sosem beszélnek kívülállókkal, nemhogy nőkkel). Masters és Thompson is ott van az eseményen; Jarvis eltereli Thompson figyelmét, miközben Underwood egy Wilkes által tervezett eszközzel begyűjti Frosttól a Zero Mattert. Sousa elmondja Carternek, hogy a menyasszonya elhagyta őt az iránta táplált állítólagos érzelmei miatt. Underwood kihallgatja a Tanács ülését, és végignézi, ahogy Chadwick elárulja Frostot, és lekötözteti. Frost elpusztítja Chadwicket és a Tanács felét, és a megmaradt tanácstagok vezetőjének kiáltja ki magát. Masters és Thompson elfogja Underwoodot Frost számára. |     |                                                |                    |                                                                  |                                      |             |
| 15. | 7.  | Szörnyetegek (Monsters)                        | Brandon Easton     | Metin Hüseyin                                                    | 2016. február 16. 2016. november 30. | 2.39 millió |
| Frost és a Tanács eltussolja Chadwick és a többi tanácstag meggyilkolását, Frost pedig Manfredi-t teszi meg helyettesévé. Jarvis felesége, Ana segítségével Wilkes a Zéró Anyagot és a szigetelőkamrát használja, hogy visszaállítsa fizikai formáját, bár tudja, hogy nem hagyhatja el sokáig a kamrát. Masters megpróbálja kihallgatni Underwoodot, mielőtt Frost újra megbízza, hogy keresse meg az uránt, amelyet Carter és társai a Roxxon bombáiból loptak. Frost a képességeit használva maga is kihallgatja Underwoodot, és megtudja, hogy Carter Wilkes és az ő állapota miatt akarta a Zéró Anyagot. Frost csapdát állít, és ezzel elcsalja Cartert és Jarvist Wilkes-től. Masters megpróbálja rávenni Sousát, hogy működjön együtt az uránium visszaszerzésében, és amikor az visszautasítja, embereivel megtámadja otthonában, így Sousa kénytelen távozni - Masters átveszi az STT L.A.-t. Frost és Manfredi elrabolják Wilkes-t, Frost abban a reményben, hogy segíteni és tanulmányozni tudja őt. Hogy lelassítsa Carter üldözését, Frost lelőtte Anát, és amíg Carter és Jarvis Anának a megmentésére koncentrál, Underwood megszökik.           |     |                                                |                    |                                                                  |                                      |             |
| 16. | 8.  | A sötétség torkában (The Edge of Mystery)      | Metin Hüseyin      | Brant Englestein                                                 | 2016. február 23. 2016. december 7.  | 2.50 millió |
| Frost azt mondja Wilkesnek, hogy ha elfogadja a Zéró Anyag erejét magában, akkor képes lesz irányítani azt. Carter és Sousa találkozik Frosttal, és hamis uránt ad neki Wilkesért cserébe. Frost hamarosan rájön a cselre, és üldözőbe veszi őket. Wilkes, aki megtanulja irányítani a képességeit és váltani a testi és nem testi állapotok között, Carter ellen fordul, és azt követeli, hogy Sousa fedje fel az igazi uránium helyét. Sousa az STT egyik páncéltermébe irányítja. Ana túléli a műtétet, de elveszíti a gyermeknemzés képességét. Thompson meghallja, hogy Frost azt mondja Mastersnek, hogy szerezze vissza az uránt, de Masters cselekvésképtelenné teszi. Carter és Sousa csatlakozik Thompsonhoz, és Jarvisszal és egy új gammaágyúval, amelyet Stark jóvoltából kaptak, az Isodyne atomkísérleti területére utaznak. Wilkes-t beszippantja egy hasadék, amelyet az immár élesített atombomba hoz létre, de az ágyú bezárja a hasadékot, és visszahozza Wilkes-t, aki immár tele van Zéró Anyaggal. A bosszúra éhes Jarvis lelőtte Frostot, de ő túléli a Zéró Anyagnak köszönhetően. Jarvist és Cartert túszul ejtik Manfredi emberei.    |     |                                                |                    |                                                                  |                                      |             |
| 17. | 9.  | Egy kis tánc és zene (A Little Song and Dance) | Jennifer Getzinger | Történet: Michele Fazekas, Tara Butters Tévéjáték: Chris Dingess | 2016. február 23. 2016. december 14. | 2.50 millió |
| Carter és Jarvis megmenekül az elfogás elől, míg Thompson és Sousa visszatér az STT-be. Manfredi egy elhagyatott létesítményben új laboratóriumot hoz létre Frost számára, ahol a nő megpróbálja magának megszerezni Wilkes összes Zéró elemet. Thompson meggyőzi Masters-t, hogy használja a gammaágyút Frost ellen, majd meglátogatja Frost-ot, figyelmezteti Masters árulására, és felajánlja, hogy ellene fordul, ha cserébe helyet kap a Tanácsban. Thompson ezután Carter és Sousa ellen fordul, késleltetve őket, mivel valójában távoli detonációval akarja felrobbantani az ágyút, hogy megölje Frostot, Masters-t és Wilkes-t. Thompson átadja Masters-t Frostnak, de az STT-nek sikerül megzavarni a detonátor jelét, mielőtt felrobbanthatná az ágyút. Carter megpróbálja kivinni Wilkes-t az épületből, de az nem hajlandó elmenni, tudván, hogy mivé vált. Thompson fegyverrel tartja fogva a többieket, bár Carter továbbra sem akarja, hogy Wilkes meghaljon. Miközben Frost elkezdi megölni Masters-t, észreveszi, hogy az ágyút aktiválják. Wilkes megtalálja őket, és magából szabadítja ki az összes Zéró elemet.                            |     |                                                |                    |                                                                  |                                      |             |
| 18. | 10. | Happy end (Hollywood Ending)                   | Jennifer Getzinger | Történet: Chris Dingess Tévéjáték: Michele Fazekas, Tara Butters | 2016. március 1. 2016. december 21.  | 2.35 millió |
| Frost elnyeli a Wilkesből kiszabadult Zéró elemet, akit Carter ment meg, miközben Stark visszatér és segít a menekülésükben. Thompson Masters birtokában talál egy állítólag terhelő aktát Carterről és egy titkos tanácsi kulcsot. Manfredi aggódni kezd Frost viselkedése miatt, és az új rögeszméje miatt, hogy újabb hasadékot nyit, ezúttal egy saját tervezésű géppel. Találkozik Starkkal - egy régi barátjával - és a többiekkel, és beleegyezik, hogy eltereli Frost figyelmét, amíg Carter és Sousa lefényképezi Frost gépének tervrajzait, amelyet Stark és Wilkes maga épít meg. Egy új hasadékot nyitnak, és Frostot vonzza. A gammaágyúval kiűzik belőle a Zéró elemet a másik dimenzióba; Frost a Zéró elem által irányított idő miatt megőrül, és elmegyógyintézetbe kerül. Thompson átadja a titkos kulcsot Carternek, akit meggyőznek, hogy maradjon Los Angelesben, hogy Sousával lehessen. Thompson készül visszatérni New Yorkba, de a szállodai szobájában lövés éri; a lövész magával viszi Carter aktáját. |     |                                                |                    |                                                                  |                                      |             |

## A sorozat készítése
Egy lehetséges Carter ügynök-sorozatot először 2013 júliusában Louis D'Esposito vetített fel, miután a San Diego-i Comic-Conon bemutatták az Marvel-kisfilm: Carter ügynök című filmjét. 2013 szeptemberére a Marvel Television egy sorozatot fejlesztett a rövidfilm által inspirált Peggy Carter főszereplésével, és írót keresett a sorozathoz. 2014 januárjában az ABC Entertainment Group elnöke, Paul Lee megerősítette, hogy a sorozat fejlesztés alatt áll, és elárulta, hogy Tara Butters és Michele Fazekas lesz a sorozat showrunnere. 2014 márciusában Christopher Markus & Stephen McFeely, az Amerika Kapitány-filmek írói kijelentették, hogy a még nem zöld utat kapott sorozatot egy körülbelül 13 epizódból álló limitált sorozatnak képzelik el. 2014 áprilisában már voltak olyan jelek, hogy a sorozatot egyenesen sorozatba rendelik, megkerülve a pilotrendelést, és A S.H.I.E.L.D. ügynökei 2014 végi és 2015 eleji részei között kerülne adásba, ha az a sorozat megkapja a második évad megújítását. 2014. május 8-án az ABC hivatalosan is megrendelte a sorozatot nyolc epizódra. Butters, Fazekas, Markus, McFeely, Dingess, Kevin Feige, Louis D'Esposito, Alan Fine, Joe Quesada, Stan Lee és Jeph Loeb a vezető producerek. 2015. május 7-én megújították a sorozatot egy második évadra, amely 10 epizódból állt.